# العلاقات السلوفينية الفنلندية
العلاقات السلوفينية الفنلندية هي العلاقات الثنائية التي تجمع بين سلوفينيا وفنلندا.

## مقارنة بين البلدين
هذه مقارنة عامة ومرجعية للدولتين:
| وجه المقارنة                                              | سلوفينيا                                                      | فنلندا                                                                               |
| --------------------------------------------------------- | ------------------------------------------------------------- | ------------------------------------------------------------------------------------ |
| المساحة (كم2)                                             | 20.27 ألف                                                     | 338.42 ألف                                                                           |
| عدد السكان (نسمة)                                         | 2.07 مليون                                                    | 5.52 مليون                                                                           |
| الكثافة السكانية (ن./كم²)                                 | 102.12                                                        | 16.31                                                                                |
| العاصمة                                                   | ليوبليانا                                                     | هلسنكي                                                                               |
| اللغة الرسمية                                             | اللغة السلوفينية، اللغة الإيطالية، لغة مجرية                  | اللغة الفنلندية، اللغة السويدية                                                      |
| العملة                                                    | يورو، تولار سلوفيني                                           | يورو، ماركا فنلندية                                                                  |
| الناتج المحلي الإجمالي (بليون دولار)                      | 48.77 مليار                                                   | 251.88 مليار                                                                         |
| الناتج المحلي الإجمالي (تعادل القوة الشرائية) بليون دولار | 66.01 مليار                                                   | 231.84 مليار                                                                         |
| الناتج المحلي الإجمالي الاسمي للفرد دولار أمريكي          | 20.73 ألف                                                     | 42.31 ألف                                                                            |
| الناتج المحلي الإجمالي للفرد دولار أمريكي                 | 30.40 ألف                                                     | 40.68 ألف                                                                            |
| مؤشر التنمية البشرية                                      | 0.880                                                         | 0.883                                                                                |
| رمز المكالمات الدولي                                      | +386                                                          | +358                                                                                 |
| رمز الإنترنت                                              | .si                                                           | .fi                                                                                  |
| المنطقة الزمنية                                           | توقيت وسط أوروبا، ت ع م+01:00، ت ع م+02:00، أوروبا/ليوبليانا ‏ | ت ع م+02:00، ت ع م+03:00، أوروبا/هلسنكي ‏، توقيت شرق أوروبا، توقيت شرق أوروبا الصيفي ‏ |

## مدن متوأمة
في ما يلي قائمة باتفاقيات التوأمة بين مدن سلوفينية وفنلندية:
- ترتبط شكوفجا لوكا مع كاركيلا باتفاقية توأمة.

## منظمات دولية مشتركة
يشترك البلدان في عضوية مجموعة من المنظمات الدولية، منها:
| علم المنظمة | اسم المنظمة                               | تاريخ انضمام سلوفينيا | تاريخ انضمام فنلندا |
| ----------- | ----------------------------------------- | --------------------- | ------------------- |
|             | الاتحاد الأوروبي                          | 1 مايو 2004           | 1995                |
|             | وكالة ضمان الاستثمار متعدد الأطراف        | 19 مارس 1993          | 28 ديسمبر 1988      |
|             | منظمة التعاون الاقتصادي والتنمية          | ?                     | 1969                |
|             | الأمم المتحدة                             | 22 مايو 1992          | 14 ديسمبر 1955      |
|             | الفريق المعني برصد الأرض                  | ?                     | ?                   |
|             | مركز تنسيق الحركة في أوروبا ‏              | ?                     | ?                   |
|             | منظمة حظر الأسلحة الكيميائية              | ?                     | ?                   |
|             | منظمة التجارة العالمية                    | ?                     | 1995                |
|             | منظمة الشرطة الجنائية الدولية             | ?                     | ?                   |
|             | منظمة الأمن والتعاون في أوروبا            | 24 مارس 1992          | 25 يونيو 1973       |
|             | مؤسسة التنمية الدولية                     | 25 فبراير 1993        | 29 ديسمبر 1960      |
|             | يونسكو                                    | 27 مايو 1992          | 10 أكتوبر 1956      |
|             | مجلس أوروبا                               | ?                     | 5 مايو 1989         |
|             | Strategic Airlift Capability ‏             | ?                     | ?                   |
|             | الاتحاد البريدي العالمي                   | ?                     | ?                   |
|             | البنك الدولي للإنشاء والتعمير             | 25 فبراير 1993        | 14 يناير 1948       |
|             | اتفاقية السماوات المفتوحة                 | ?                     | ?                   |
|             | المنظمة الهيدروغرافية الدولية             | ?                     | ?                   |
|             | الاتحاد الدولي للاتصالات                  | 16 يونيو 1992         | 1 سبتمبر 1920       |
|             | مؤسسة التمويل الدولية                     | 25 فبراير 1993        | 20 يوليو 1956       |
|             | المنظمة الأوروبية لسلامة الملاحة الجوية   | 1995                  | 2001                |
|             | المركز الدولي لتسوية المنازعات الاستشارية | 6 أبريل 1994          | 8 فبراير 1969       |
|             | مجموعة أستراليا                           | 2004                  | 1991                |
|             | مجموعة الموردين النوويين                  | ?                     | ?                   |

## وصلات خارجية
- موقع وزارة الخارجية السلوفينية
- موقع وزارة الخارجية الفنلندية